# Nati nel 1975/Maggio
| Questa pagina contiene informazioni ricavate automaticamente dalle voci biografiche con l'ausilio del template Bio e di un bot. L'aggiornamento è periodico e automatico e ricostruisce completamente la pagina. Se manca una persona in questa lista, sei pregato di non aggiungerla, ma accertati piuttosto che la sua voce biografica contenga il template Bio e che i dati anagrafici siano correttamente compilati. Se il template Bio manca, inseriscilo tu stesso o, in alternativa, metti l'avviso {{tmp\|Bio}} che ne segnala la mancanza. Se i dati riportati sono sbagliati, correggi direttamente la voce biografica; le modifiche saranno visibili in questa lista entro pochi giorni. Per chiarimenti vedi il progetto biografie. La lista contiene solo le 340 persone che sono citate nell'enciclopedia e per le quali è stato implementato correttamente il template Bio. Pagina aggiornata al 2 ago 2025. |

- 1º maggio - Paloma Baeza, attrice e regista britannica
- 1º maggio - Austin Croshere, ex cestista statunitense
- 1º maggio - Henrik Dahl, ex calciatore svedese
- 1º maggio - Robert Dennis, ex velocista liberiano
- 1º maggio - Edit Eördögh, ex cestista ungherese
- 1º maggio - Marc-Vivien Foé, calciatore camerunese († 2003)
- 1º maggio - Francesco Grillo, economista e manager italiano
- 1º maggio - Yan Cleiton de Lima Razera, ex calciatore brasiliano
- 1º maggio - Christian Manfredini, dirigente sportivo, allenatore di calcio e ex calciatore italiano
- 1º maggio - Jodhi May, attrice britannica
- 1º maggio - Nima Nakisa, ex calciatore iraniano
- 1º maggio - Călin Peter Netzer, regista e sceneggiatore rumeno
- 1º maggio - Neil Sandilands, attore e regista sudafricano
- 1º maggio - Aleksej Smertin, ex calciatore russo
- 1º maggio - Antwain Smith, ex cestista statunitense
- 2 maggio - Ivan Bakanov, politico, militare e agente segreto ucraino
- 2 maggio - Kate Baldwin, attrice e cantante statunitense
- 2 maggio - David Beckham, dirigente sportivo, imprenditore e ex calciatore britannico
- 2 maggio - Stéphane Bozzolo, ex atleta paralimpico francese
- 2 maggio - Ciro Di Maio, conduttore televisivo, attore e fotoreporter italiano
- 2 maggio - Ahmed Hassan, dirigente sportivo, allenatore di calcio e ex calciatore egiziano
- 2 maggio - Christophe Kempe, ex pallamanista francese
- 2 maggio - Marco Kutscher, cavaliere tedesco
- 2 maggio - Dorothy Metcalf-Lindenburger, ex astronauta e insegnante statunitense
- 2 maggio - Lara Peyrot, ex fondista italiana
- 2 maggio - Nathalie di Sayn-Wittgenstein-Berleburg, cavallerizza danese
- 2 maggio - Khalid Sinouh, ex calciatore marocchino
- 2 maggio - Charmin Smith, ex cestista e allenatrice di pallacanestro statunitense
- 2 maggio - Ramon di Clemente, ex canottiere sudafricano
- 3 maggio - Gennaro Arma, comandante marittimo italiano
- 3 maggio - Ivan Bátory, ex fondista slovacco
- 3 maggio - Andreea Bibiri, attrice, regista e doppiatrice romena
- 3 maggio - Francesco Cariello, politico italiano
- 3 maggio - Arnaldo Espínola, ex calciatore paraguaiano
- 3 maggio - Christina Hendricks, attrice e ex modella statunitense
- 3 maggio - Dulé Hill, attore statunitense
- 3 maggio - Elena Leonardi, politica italiana
- 3 maggio - Marie Lindberg, cantante svedese
- 3 maggio - Maksim Mrvica, pianista croato
- 3 maggio - Farhad Safinia, regista, sceneggiatore e produttore cinematografico iraniano
- 3 maggio - Vasyl' Sačko, allenatore di calcio e ex calciatore ucraino
- 3 maggio - Giovanni Scanu, allenatore di calcio italiano
- 3 maggio - Hofesh Shechter, coreografo, danzatore e musicista israeliano
- 4 maggio - Vivian Chukwuemeka, ex pesista nigeriana
- 4 maggio - Milton Coimbra, calciatore boliviano
- 4 maggio - Michał Englert, direttore della fotografia, regista e sceneggiatore polacco
- 4 maggio - Oleksandra Fomina, pallavolista ucraina
- 4 maggio - Óscar Jaenada, attore spagnolo
- 4 maggio - Eivind Karlsbakk, ex calciatore norvegese
- 4 maggio - Kimora Lee Simmons, modella, attrice e imprenditrice statunitense
- 4 maggio - Li Ming, ex calciatore cinese
- 4 maggio - Pablo Ruiz, cantante e attore argentino
- 5 maggio - Natane Adcock, supermodella statunitense
- 5 maggio - Víctor Alemany, ex cestista spagnolo
- 5 maggio - Teresa Ciabatti, scrittrice e sceneggiatrice italiana
- 5 maggio - Santiago González Bonorino, ex rugbista a 15 argentino
- 5 maggio - Andrej Hauptman, dirigente sportivo e ex ciclista su strada sloveno
- 5 maggio - Mebrahtom Keflezighi, ex maratoneta eritreo
- 5 maggio - Pete Lau, imprenditore cinese
- 5 maggio - Li Wei, ex calciatore cinese
- 5 maggio - Zoran Miserdovski, ex calciatore macedone
- 5 maggio - Tanya Tagaq Gillis, cantante canadese
- 5 maggio - Patrick Tambwé, ex maratoneta della Repubblica Democratica del Congo
- 6 maggio - Mario Cvitanović, allenatore di calcio e ex calciatore croato
- 6 maggio - Richard Lambourne, pallavolista statunitense
- 6 maggio - Petr Mach, politico e economista ceco
- 6 maggio - Susanna Nicchiarelli, regista, attrice e sceneggiatrice italiana
- 6 maggio - Andrea Parodi, cantautore italiano
- 6 maggio - Frédéric Petit, pilota motociclistico francese
- 7 maggio - Árni Gautur Arason, ex calciatore islandese
- 7 maggio - Big Noyd, rapper statunitense
- 7 maggio - Gualtiero Burzi, attore italiano
- 7 maggio - Gunhild Carling, cantante e polistrumentista svedese
- 7 maggio - Preto Casagrande, allenatore di calcio e ex calciatore brasiliano
- 7 maggio - Luca Cei, ex ciclista su strada italiano
- 7 maggio - Michael Kretschmer, politico tedesco
- 7 maggio - Andreas Lund, ex calciatore norvegese
- 7 maggio - Roxana Maracineanu, ex nuotatrice e politica francese
- 7 maggio - Maureen Mmadu, allenatrice di calcio e ex calciatrice nigeriana
- 7 maggio - Roberto Prosseda, pianista italiano
- 7 maggio - Céline Seigneur, schermitrice francese
- 7 maggio - Sigfús Sigurðsson, ex pallamanista islandese
- 7 maggio - Martina Topley-Bird, cantautrice e pianista britannica
- 7 maggio - Jason Tunks, discobolo canadese
- 8 maggio - Davide Baiocco, ex calciatore italiano
- 8 maggio - Heshimu Evans, ex cestista statunitense
- 8 maggio - Mehmet Günsür, modello e attore turco
- 8 maggio - Enrique Iglesias, cantautore, attore e produttore discografico spagnolo
- 8 maggio - Matty Lewis, chitarrista e cantante statunitense
- 8 maggio - Sergej Lukonin, ex giocatore di calcio a 5 kazako
- 8 maggio - Gastón Mazzacane, pilota automobilistico argentino
- 8 maggio - Dejan Rađenović, allenatore di calcio e ex calciatore serbo
- 8 maggio - Mikko Rimminen, scrittore e poeta finlandese
- 8 maggio - Leopoldo de Chazal, ex rugbista a 15 argentino
- 9 maggio - Juan Antonio Bayona, regista spagnolo
- 9 maggio - Brian Deegan, pilota di rally e stuntman statunitense
- 9 maggio - Chris Diamantopoulos, attore e comico canadese
- 9 maggio - Lane Kiffin, allenatore di football americano statunitense
- 9 maggio - Mourad Melki, ex calciatore tunisino
- 9 maggio - Edgar Padilla, ex cestista portoricano
- 9 maggio - Oleksandr Savenčuk, ex calciatore ucraino
- 9 maggio - Christopher Shinn, drammaturgo statunitense
- 9 maggio - Tamia, cantautrice e attrice canadese
- 9 maggio - Daniela Ternullo, politica italiana
- 9 maggio - Carmelo Travieso, ex cestista portoricano
- 9 maggio - Hirotoshi Yokoyama, ex calciatore giapponese
- 10 maggio - Andrea Anders, attrice statunitense
- 10 maggio - Branka Bebić, modella croata
- 10 maggio - Torbjørn Brundtland, tastierista norvegese
- 10 maggio - Hélio Castroneves, pilota automobilistico brasiliano
- 10 maggio - Adam Deadmarsh, ex hockeista su ghiaccio statunitense
- 10 maggio - Hazem Emam, ex calciatore egiziano
- 10 maggio - Tommaso Ghirardi, imprenditore e dirigente sportivo italiano
- 10 maggio - Christelle Gros, ex biatleta francese
- 10 maggio - Nicola Hughes, attrice teatrale, cantante e ballerina britannica
- 10 maggio - Luca Infascelli, sceneggiatore italiano
- 10 maggio - Irina, cantante finlandese
- 10 maggio - Gary Jones, ex calciatore inglese
- 10 maggio - Carsten Jung, ballerino tedesco
- 10 maggio - Ueli Kestenholz, ex snowboarder svizzero
- 10 maggio - Hernán Mazino, ex rugbista a 15 e allenatore di rugby a 15 argentino
- 10 maggio - Leonel Noriega, calciatore guatemalteco
- 10 maggio - Barbara Nowacka, politica polacca
- 10 maggio - Artur Pontek, attore, doppiatore e direttore del doppiaggio polacco
- 11 maggio - Coby Bell, attore statunitense
- 11 maggio - Vítor Campelos, allenatore di calcio portoghese
- 11 maggio - Ziyad Jarrah, terrorista libanese († 2001)
- 11 maggio - Riff Regan, attrice statunitense
- 11 maggio - Danny Schwarz, ex calciatore tedesco
- 11 maggio - Saverio Sticchi Damiani, dirigente sportivo italiano
- 11 maggio - Kathleen York, attrice, cantante e compositrice statunitense
- 12 maggio - Hélio Rubens Garcia Filho, ex cestista e allenatore di pallacanestro brasiliano
- 12 maggio - Yoshie Kasajima, ex calciatrice giapponese
- 12 maggio - David Kostelecký, tiratore a volo ceco
- 12 maggio - Jonah Lomu, rugbista a 15 neozelandese († 2015)
- 12 maggio - Stefano Margoni, ex hockeista su ghiaccio italiano
- 12 maggio - Eduardo Montagner Anguiano, scrittore messicano
- 12 maggio - Jared Polis, politico, imprenditore e filantropo statunitense
- 12 maggio - Marek Stuchlý, ex cestista ceco
- 12 maggio - Mayumi Yamaguchi, doppiatrice giapponese
- 13 maggio - Cristian Bezzi, ex rugbista a 15 e allenatore di rugby a 15 italiano
- 13 maggio - Michael Cloud, politico statunitense
- 13 maggio - Nicki Collen, ex cestista e allenatrice di pallacanestro statunitense
- 13 maggio - Chris Crawford, ex cestista e ex giocatore di baseball statunitense
- 13 maggio - Sparkle, cantante statunitense
- 13 maggio - Farès Fellahi, ex calciatore algerino
- 13 maggio - Brian Geraghty, attore statunitense
- 13 maggio - Raquel Infante, attrice spagnola
- 13 maggio - Saeb Jendeya, allenatore di calcio, ex calciatore e ex giocatore di beach soccer palestinese
- 13 maggio - David Kalousek, ex calciatore ceco
- 13 maggio - Chrīstos Kontīs, allenatore di calcio e ex calciatore greco
- 13 maggio - Sebastiano Mazzara, ex mezzofondista italiano
- 13 maggio - Alessandro Muzio, ex cestista, allenatore di pallacanestro e dirigente sportivo italiano
- 13 maggio - Ilona Nikonovaitė, ex cestista lituana
- 13 maggio - Evelin Samuel, cantante estone
- 13 maggio - Paulo Sousa, ex calciatore portoghese
- 13 maggio - Carla Valencia Dávila, regista, sceneggiatrice e montatrice ecuadoriana
- 13 maggio - Veruska, cantante italiana
- 13 maggio - Juan Pablo Vojvoda, allenatore di calcio e ex calciatore argentino
- 14 maggio - Rashid Atkins, ex cestista statunitense
- 14 maggio - Denis Curzi, maratoneta italiano
- 14 maggio - Salim Iles, ex nuotatore algerino
- 14 maggio - Pat Luckey, ex cestista statunitense
- 14 maggio - Winkler+Noah, fotografa e regista italiana
- 14 maggio - Massimo Rizzo, allenatore di calcio e ex calciatore svizzero
- 14 maggio - Nicki Sørensen, dirigente sportivo e ex ciclista su strada danese
- 14 maggio - Anta Sy, ex cestista senegalese
- 14 maggio - Svjatoslav Vakarčuk, cantante, musicista e politico ucraino
- 14 maggio - Christopher Wreh, ex calciatore liberiano
- 15 maggio - Ólafur Örn Bjarnason, allenatore di calcio e ex calciatore islandese
- 15 maggio - Marzio Del Testa, batterista, percussionista e compositore italiana
- 15 maggio - Don Joe, disc jockey, produttore discografico e rapper italiano
- 15 maggio - Martina Godályová, ex cestista slovacca
- 15 maggio - Danny Hay, allenatore di calcio e ex calciatore neozelandese
- 15 maggio - Michel Hné, ex calciatore francese
- 15 maggio - Peter Iwers, musicista svedese
- 15 maggio - Taina Kokkonen, cantante finlandese
- 15 maggio - Ray Lewis, ex giocatore di football americano statunitense
- 15 maggio - Flavio Montrucchio, conduttore televisivo e attore italiano
- 15 maggio - Elisabetta Moro, ex cestista italiana
- 15 maggio - Christian Planer, tiratore a segno austriaco
- 15 maggio - Sergej Sachnovskij, ex danzatore su ghiaccio russo
- 15 maggio - Albert Sarkisyan, ex calciatore armeno
- 15 maggio - Antwine Williams, ex cestista statunitense
- 16 maggio - Jean-Christophe Devaux, ex calciatore e allenatore di calcio francese
- 16 maggio - Yoshitaka Fujisaki, ex calciatore giapponese
- 16 maggio - Milan Fukal, ex calciatore ceco
- 16 maggio - John Jakopin, ex hockeista su ghiaccio canadese
- 16 maggio - Tony Kakko, cantante e tastierista finlandese
- 16 maggio - Simona Malato, attrice italiana
- 16 maggio - Khalid al-Mihdhar, terrorista saudita († 2001)
- 16 maggio - Erick Omar Torres, ex calciatore peruviano
- 16 maggio - Anna Volkova, sciatrice nordica russa
- 16 maggio - Simon Whitfield, triatleta canadese
- 17 maggio - Ilan Bakhar, ex calciatore israeliano
- 17 maggio - Andrea Carli, attore italiano
- 17 maggio - Reggie Freeman, ex cestista statunitense
- 17 maggio - Cheick Kongo, artista marziale misto francese
- 17 maggio - Mario Kovačević, allenatore di calcio e ex calciatore croato
- 17 maggio - Marcelinho Paraíba, allenatore di calcio e ex calciatore brasiliano
- 17 maggio - Antonio Rotelli, giurista e attivista italiano
- 17 maggio - Tony Sylva, ex calciatore senegalese
- 17 maggio - Laura Voutilainen, cantante finlandese
- 17 maggio - Alex Wright, ex wrestler tedesco
- 18 maggio - Just Jack, cantante e disc jockey britannico
- 18 maggio - Joe Bunn, ex cestista statunitense
- 18 maggio - John Higgins, giocatore di snooker scozzese
- 18 maggio - Jem, cantautrice britannica
- 18 maggio - Jack Johnson, cantautore e surfista statunitense
- 18 maggio - Irina Karavaeva, ex ginnasta russa
- 18 maggio - Natalija Korolevs'ka, politica ucraina
- 18 maggio - Leonel Pilipauskas, ex calciatore uruguaiano
- 18 maggio - Martin Riška, dirigente sportivo e ex ciclista su strada slovacco
- 18 maggio - Mirco Sadotti, ex calciatore italiano
- 18 maggio - Damir Stojak, ex calciatore serbo
- 19 maggio - Masanobu Andō, attore giapponese
- 19 maggio - Ivan Bacchi, giornalista, conduttore televisivo e attore italiano
- 19 maggio - Pierre-Emmanuel Bourdeau, ex calciatore francese
- 19 maggio - Fabien De Waele, ex ciclista su strada e pistard belga
- 19 maggio - Pretinha, ex calciatrice brasiliana
- 19 maggio - Davide Falcioni, ex calciatore italiano
- 19 maggio - London Fletcher, ex giocatore di football americano statunitense
- 19 maggio - Djibril Kébé, attore senegalese
- 19 maggio - Giuseppe Perrone, allenatore di calcio e ex calciatore italiano
- 19 maggio - Sebastián Prieto, allenatore di tennis e ex tennista argentino
- 19 maggio - Jonas Renkse, cantante, batterista e bassista svedese
- 19 maggio - Kentarō Sakai, ex calciatore giapponese
- 19 maggio - Mitsutoshi Shimabukuro, fumettista giapponese
- 19 maggio - Zhang Ning, giocatrice di badminton cinese
- 20 maggio - Prisca Agustoni, scrittrice e poetessa svizzera
- 20 maggio - Eva Antoničová, ex cestista ceca
- 20 maggio - Ralph Firman, ex pilota automobilistico irlandese
- 20 maggio - Isaac Gálvez, ciclista su strada e pistard spagnolo († 2006)
- 20 maggio - Valerio Guagnelli, pallavolista sammarinese
- 20 maggio - Raphaël Jéchoux, ex rugbista a 15 e procuratore sportivo francese
- 20 maggio - Camilla Laureti, politica italiana
- 20 maggio - Šura, cantante russo
- 20 maggio - Juan Minujín, attore e regista argentino
- 20 maggio - Tahmoh Penikett, attore canadese
- 20 maggio - Graham Potter, allenatore di calcio e ex calciatore inglese
- 20 maggio - Miriam Quiambao, modella, conduttrice televisiva e attrice filippina
- 20 maggio - José Manuel Rey, ex calciatore venezuelano
- 21 maggio - Marit Bergman, cantante svedese
- 21 maggio - Belinda Bromilow, attrice australiana
- 21 maggio - Michael Campbell, ex cestista statunitense
- 21 maggio - Diego Corpache, allenatore di calcio e ex calciatore argentino
- 21 maggio - Håvard Lie, ex saltatore con gli sci norvegese
- 21 maggio - Anthony Mundine, ex pugile e rugbista a 13 australiano
- 21 maggio - Angelo Pintus, comico e attore italiano
- 21 maggio - Juuso Pykälistö, pilota di rally finlandese
- 21 maggio - Lars Rehmann, ex tennista tedesco
- 21 maggio - Laurent Robert, ex calciatore francese
- 21 maggio - Stefanos-Petros Santa, pallanuotista rumeno
- 21 maggio - Grant Silcock, ex tennista australiano
- 22 maggio - Viktorija Abramčenko, economista e politica russa
- 22 maggio - Salva Ballesta, allenatore di calcio e ex calciatore spagnolo
- 22 maggio - Traci Brooks, ex wrestler canadese
- 22 maggio - Pablo Chacón, ex pugile argentino
- 22 maggio - Frantz Kruger, ex discobolo sudafricano
- 22 maggio - Janne Niinimaa, ex hockeista su ghiaccio finlandese
- 22 maggio - Enrique Palacios, modello venezuelano
- 22 maggio - Janne Tuohino, pilota di rally finlandese
- 23 maggio - Enkeleid Dobi, allenatore di calcio e ex calciatore albanese
- 23 maggio - Iwona Dzięcioł, ex arciera polacca
- 23 maggio - LaMonica Garrett, attore statunitense
- 23 maggio - Anthony Grdić, ex calciatore australiano
- 23 maggio - Mika Lehtinen, ex hockeista su ghiaccio finlandese
- 23 maggio - Alessia Mosca, ex politica e politologa italiana
- 23 maggio - Emiliano Reggente, doppiatore italiano
- 23 maggio - Super Dragon, wrestler statunitense
- 23 maggio - Abibou Tchagnao, ex calciatore togolese
- 24 maggio - Markus Baumeister, attore tedesco
- 24 maggio - Massimiliano Bernini, politico italiano
- 24 maggio - Martín del Campo, ex calciatore uruguaiano
- 24 maggio - Jakub Fiala, ex sciatore alpino e sciatore freestyle statunitense
- 24 maggio - Giannīs Gkoumas, ex calciatore greco
- 24 maggio - David Krummenacker, ex mezzofondista statunitense
- 24 maggio - Alex Lacamoire, arrangiatore, compositore e direttore d'orchestra statunitense
- 24 maggio - Amora Mautner, regista televisiva e attrice brasiliana
- 24 maggio - Sofie Carsten Nielsen, politica danese
- 24 maggio - Nikolaj Olenikov, ex calciatore russo
- 24 maggio - Will Sasso, attore, comico e conduttore televisivo canadese
- 25 maggio - Ricky Banderas, wrestler portoricano
- 25 maggio - Jon Fogarty, pilota automobilistico statunitense
- 25 maggio - Keiko Fujimori, politica peruviana
- 25 maggio - Mark Jones, ex cestista statunitense
- 25 maggio - Aïssa Maïga, attrice francese
- 25 maggio - Oscar Mason, ex ciclista su strada italiano
- 25 maggio - Mohamed Mkacher, allenatore di calcio e ex calciatore tunisino
- 25 maggio - Raúl Muñoz, ex calciatore cileno
- 25 maggio - Blaise Nkufo, allenatore di calcio e ex calciatore congolese (Repubblica Democratica del Congo)
- 26 maggio - Alexander Alvaro, politico tedesco
- 26 maggio - Kai Børre Andersen, pilota motociclistico norvegese
- 26 maggio - Nicki Aycox, attrice statunitense († 2022)
- 26 maggio - Alessandro Calcaterra, ex pallanuotista e allenatore di pallanuoto italiano
- 26 maggio - Ousmane N'Gom Camara, ex calciatore guineano
- 26 maggio - Ricardo Fernández, ex calciatore spagnolo
- 26 maggio - Lauryn Hill, cantautrice, rapper e produttrice discografica statunitense
- 26 maggio - Arianna Meloni, politica italiana
- 26 maggio - Carl Verheijen, ex pattinatore di velocità su ghiaccio olandese
- 27 maggio - André 3000, rapper, cantante e polistrumentista statunitense
- 27 maggio - ZP Theart, cantautore e chitarrista sudafricano
- 27 maggio - Jenny Oaks Baker, violinista statunitense
- 27 maggio - Jamie Oliver, cuoco, conduttore televisivo e scrittore britannico
- 27 maggio - Jadakiss, rapper statunitense
- 27 maggio - Nick Pickard, attore britannico
- 27 maggio - Mitsuba Takanashi, fumettista giapponese
- 27 maggio - João Tomás, ex calciatore portoghese
- 28 maggio - Rolando Hourruitiner, ex cestista e allenatore di pallacanestro portoricano
- 28 maggio - Aide Iskandar, allenatore di calcio e ex calciatore singaporiano
- 28 maggio - Natale Monopoli, pallavolista italiano
- 29 maggio - Ahmad Al-Jasem, ex calciatore kuwaitiano
- 29 maggio - Melanie Brown, cantante e attrice britannica
- 29 maggio - Matt Bryant, ex giocatore di football americano statunitense
- 29 maggio - David Burtka, attore e cuoco statunitense
- 29 maggio - Chiara Costa, tiratrice a volo italiana
- 29 maggio - Marino Guarnieri, regista, animatore e illustratore italiano
- 29 maggio - Scott Smart, pilota motociclistico britannico
- 29 maggio - Daniel Tosh, comico, conduttore televisivo e attore statunitense
- 30 maggio - Adel Bencherif, attore francese
- 30 maggio - Cee Lo Green, cantautore, rapper e produttore discografico statunitense
- 30 maggio - Marco Da Villa, politico italiano
- 30 maggio - Evan Eschmeyer, ex cestista statunitense
- 30 maggio - Brian Fair, cantante statunitense
- 30 maggio - Andy Farrell, ex rugbista a 13, rugbista a 15 e allenatore di rugby a 15 britannico
- 30 maggio - Giulia Grillo, politica e medico italiana
- 30 maggio - Marissa Mayer, dirigente d'azienda e ingegnera statunitense
- 30 maggio - Liberto Rabal, attore e regista spagnolo
- 30 maggio - Simone Zanon, mezzofondista italiano
- 31 maggio - Claudio Bellucci, allenatore di calcio e ex calciatore italiano
- 31 maggio - Giancarlo Cancelleri, politico italiano
- 31 maggio - Merle Dandridge, attrice statunitense
- 31 maggio - Loris Del Nevo, allenatore di calcio e ex calciatore italiano
- 31 maggio - Giasemakīs Giasoumī, ex calciatore cipriota
- 31 maggio - Miyuki Izumi, ex calciatrice giapponese
- 31 maggio - Emmanuel Jonnier, ex fondista francese
- 31 maggio - Antonín Kinský, ex calciatore ceco
- 31 maggio - Guido Lombardi, regista cinematografico, sceneggiatore e romanziere italiano
- 31 maggio - Toni Nieminen, ex saltatore con gli sci finlandese
- 31 maggio - Óscar de Paula, allenatore di calcio e ex calciatore spagnolo